# Städtisches Arbeiterlager Dornach
Das Städtische Arbeiterlager Dornach war Teil des Lagerkomplexes für Zwangsarbeit im NS-Staat für „Fremdarbeiter“ und Kriegsgefangene in der Zeit des Zweiten Weltkriegs. Es befand sich im Statistischen Bezirk Dornach-Auhof in Linz, Oberösterreich. 
Das Lager wurde im Oktober 1941 fertiggestellt und zunächst von der „Lagerverwaltung Haid-Dornach“ der Linzer Reichsautobahnen-Raststätten GmbH verwaltet. Von 1942 bis zum Kriegsende im Mai 1945 wurde es von der Stadt Linz betrieben.

## Zwangsarbeitslager in Linz seit 1939
Der sogenannte „Ausländereinsatz“, die Deportation ziviler Arbeitskräfte zur Zwangsarbeit, war untrennbar mit der Kriegswirtschaft des NS-Regimes verknüpft. Im Februar 1943 galten etwa 30,6 Prozent der Arbeitskräfte im Reichsgau Oberdonau als „Ausländer“. Viele dieser Verschleppungen wurden später im Rahmen der Nürnberger Prozesse als schwere Verbrechen verurteilt.
Mit der Proklamierung des Protektorat Böhmen und Mähren wurden ab 1939 zahlreiche tschechische Fremdarbeiter nach Linz deportiert. Bereits im selben Jahr wurde zu ihrer Unterbringung das erste große von der Stadt Linz betriebene Zwangsarbeitslager errichtet. Dieses „Städtische Arbeiterlager Schlantenfeld I“ befand sich im Bereich der heutigen Galvanistraße im Statistischen Bezirk St. Magdalena und sollte 2000 Personen fassen. Im September 1940 wurde das Gelände um das „Städtische Kriegsgefangenenlager Schlantenfeld II“ erweitert.
Im „Verzeichnis über alle Lager von Linz (Stand von Juni 1943)“ waren 84 Zwangsarbeitslager im Raum Linz dokumentiert. Der Sollstand wurde mit rund 46.000 Betten angegeben. Als größte Lager schienen die Lager Haid und das Durchgangslager des Arbeitsamtes mit je rund 3000 Betten sowie das Lager Dornach und das Lager der Stickstoffwerke mit je 2500 Betten auf. Die letzte Lagerliste der NS-Zeit vom Mai 1945 führt das Lager Dornach als größtes verbliebenes Lager in Linz.

## Errichtung des Lagers Dornach
Der Reichsminister für Bewaffnung und Munition des Deutschen Reiches, Fritz Todt, und der Linzer Oberbürgermeister Leopold Sturma beschlossen im Rahmen eines Treffens am 3. Februar 1941 die Errichtung des Lagerkomplexes „10.000 Mann Lager Linz“. Dieser sollte aus den beiden Lagern Haid bei Ansfelden und Dornach im Norden der Stadt bestehen.
Die Lager wurden von der Organisation Todt und der Obersten Bauleitung Linz der Reichsautobahnen (OBR) errichtet und von der Stadt Linz betrieben. Sie waren in der Anfangszeit vorwiegend zur Aufnahme italienischer Zwangsarbeiter vorgesehen. Im Süden sollten diese den Bau der Reichsautobahn vorantreiben, im Norden zur Errichtung von Wohnbauten eingesetzt werden. Aufgrund der „sich ständig verschlechternden Lage der Bauwirtschaft“, so Reichsbaurat Roderich Fick im Juli 1942, wurden aber vorerst weniger Unterkünfte als geplant errichtet.
Der Baugrund wurde den Dornacher Bauern Johann und Karoline Seidl sowie Johann und Johanna Lehner „nach NS-Methode“ abgepresst. Das rund 16 Hektar große Barackenlager mit etwa 2500 Betten wurde im Oktober 1941 fertiggestellt und unter die „Obsorge“ der Linzer Reichsautobahnen-Raststätten GmbH gestellt. Am 1. Oktober 1942 wurde es der Stadt Linz als „Lager Dornach ohne Freudenhaus“ zur Verwaltung übergeben.

## Lage
Das Lager befand sich im Statistischen Bezirk Dornach-Auhof im Nordosten von Linz. 
Die Holzbauten des Barackenlagers erstreckten sich östlich entlang der heutigen Johann-Wilhelm-Klein-Straße nach Süden. Im Osten reichte es etwa bis zur heutigen Schumpeterstraße. Etwas abgesetzt im Norden des Areals wurde später ein zugehöriger Ziegelbau errichtet. Das Gebäude dient heute als Biologiezentrum der OÖ Landes-Kultur GmbH.
Weiter östlich schloss das „Umsiedlerlager Auhof“ direkt an die Anlage an. Etwas weiter im Südwesten lag das „Städtische Arbeiterlager Schlantenfeld I“ für 1750 Personen und das „Städtische Kriegsgefangenenlager Schlantenfeld II“. In westlicher Richtung befanden sich die kleineren Lager Gründberg und das „Städtische Arbeitslager Bachl“.

## Sonstiges
In Linz wurden während des Kriegsverlaufs zahlreiche „Fremdarbeiter“ und Kriegsgefangene zur unfreien Arbeit eingesetzt. Alleine in der Linzer Industrie, etwa in den Reichswerken „Hermann Göring“ und in den Stickstoffwerken, etwa 45.000 Personen.
Über die Hälfte der ausländischen Arbeitskräfte stammte im Oktober 1941 aus Italien. Auch das Lager Dornach galt zu diesem Zeitpunkt als „Italienerlager“, von insgesamt 1583 Insassen stammten 1560 Personen von dort.
Rund um die Verwendung des „Freudenhauses“ im Norden des Areals herrschte seit der Fertigstellung des Gebäudes Uneinigkeit. Gesichert ist, dass es dort nie zur Zwangsprostitution kam. Im Jänner 1943 waren im Bau Lehrlinge untergebracht, schon Ende Februar 1943 wurde die Umwidmung in ein Mütterheim der Nationalsozialistischen Volkswohlfahrt beschlossen. Nach Kriegsende im September 1945 wurde im Gebäude ein Behelfskrankenhaus der Evangelischen Diakonissen mit 110 Notbetten eröffnet. 1951 wurde das Krankenhaus vom Land Oberösterreich übernommen und bis 1953 als Krankenhaus Urfahr-Steg weiterbetrieben. Von 1955 bis 1987 wurde es als „Blindenheim“ geführt, die Benennung der Zufahrtsstraße nach dem Gründer des ersten Bilndeninstituts in Wien, Johann Wilhelm Klein, zeugt noch heute davon.